# Konstantinos Stamou
Konstantinos Emmanouil Stamou (grekiska: Κωνσταντίνος Εμμανουήλ Στάμου), född 10 juli 2003, är en grekisk simmare.

## Karriär
Vid EM 2024 i Belgrad var Stamou en del av Greklands lag som tog brons på 4×200 meter frisim.